# آرنولف (شاعر)
آرنولف (هلندی: Arnulf of Leuven؛ ‏ ۱۲۰۰ – ۱۲۵۰) راهب بزرگ دِیر سیسترسی‌ها در ویه-لویل و همچنین شاعر و نویسنده اهل بلژیک بود. آرنولف پس از ده سال خدمت در این دیر، به امید اینکه زندگی خود را وقف تحصیل و زهد کند، از کارش کناره‌گیری کرد و یک سال بعد درگذشت. اطلاعت دیگری دربارهٔ زندگی او در دسترس نیست.
نگارش سرود روحانی ای سر مقدس، کنون زخمی به احتمال زیاد توسط او انجام شده‌است. پیش‌تر نگارش این شعر را به برنارد کلروو نسبت می‌دادند، اما شواهد کافی برای چنین مدعایی یافت نشد.